# Liste der Kellergassen in Drösing
Die Liste der Kellergassen in Drösing führt die Kellergassen in der niederösterreichischen Gemeinde Drösing an.
| Foto |                 | Kellergasse     | Standort                              | Beschreibung |
| ---- | --------------- | --------------- | ------------------------------------- | --- |
| ja   | Datei hochladen | Heide           | KG: Drösing Standort                  | Die Kellergasse ist ein beidseitiges Kellergassensystem in Hanglage. Sie besteht aus 142 Gebäuden und hat eine Länge von 1800 Metern. Die älteste Datierung geht auf das Jahr 1800 zurück. |
| BW   | Datei hochladen | Kellergasse     | KG: Drösing Standort                  | f4 |
| ja   | Datei hochladen | Kellergasse     | KG: Waltersdorf an der March Standort | Die Kellergasse ist eine einseitige Einzelkellergasse in Hohlweglage. Sie besteht aus 44 Gebäuden und hat eine Länge von 500 Metern. Die älteste Datierung geht auf das Jahr 1908 zurück.  |
| BW   | Datei hochladen | Ziegelofengasse | KG: Waltersdorf an der March Standort | Die einseitige Kellergasse liegt an einer Geländekante am westlichen Ortsrand und besteht aus einigen Kellern in Schildmauerform.                                                          |

| Foto:                    | Fotografie der Kellergasse (Gesamtheit). Klicken des Fotos erzeugt eine vergrößerte Ansicht. Daneben finden sich zwei Symbole: \| Weitere Bilder vorhanden \| Das Symbol bedeutet, dass weitere Fotos des Objekts verfügbar sind. Durch Klicken des Symbols werden sie angezeigt. \| \| Eigenes Foto hochladen \| Durch Klicken des Symbols können weitere Fotos des Objekts in das Medienarchiv Wikimedia Commons hochgeladen werden. \| |
| Name:                    | Bezeichnung der Kellergasse |
| Standort:                | Es ist die Katastralgemeinde (KG) angegeben. Durch Aufruf des Links Standort wird die Lage der Kellergasse in verschiedenen Kartenprojekten angezeigt. |
| Beschreibung             | Kurze Beschreibung der Kellergasse |
| Weitere Bilder vorhanden | Das Symbol bedeutet, dass weitere Fotos des Objekts verfügbar sind. Durch Klicken des Symbols werden sie angezeigt. |
| Eigenes Foto hochladen   | Durch Klicken des Symbols können weitere Fotos des Objekts in das Medienarchiv Wikimedia Commons hochgeladen werden. |